# Jaklovce
Jaklovce (em alemão: Jeckelsdorf; em húngaro: Jekelfalva) é um município da Eslováquia, situado no distrito de Gelnica, na região de Košice. Tem 17,25 km² de área e sua população em 2018 foi estimada em 1866 habitantes.

## Demografia
| Ano:        | 1994 | 2004   | 2014   | 2024   |
| ----------- | ---- | ------ | ------ | ------ |
| Broj ljudi: | 1957 | 1972   | 1905   | 1802   |
| Razlika:    |      | +0,76% | -3,39% | -5,40% |

| Ano:               | 2023 | 2024   |
| ------------------ | ---- | ------ |
| Número de pessoas: | 1812 | 1802   |
| Diferença:         |      | -0,55% |